# Хитац наниже
Хитац наниже је равномерно праволинијско кретање неког предмета или тела вертикално на доле са почетном брзином, настало услед деловања силе Земљине теже, која има тенденцију да предмет или тело убрзава.
Када се неки предмет или тело, баци вертикално наниже, због привлачног дејства Земљине теже, оно се креће равномерно праволинијски убрзано, са убрзањем g и почетном брзином v0, усмерено на доле.Остале силе као што је сила отпора средине се занемарује. 
Према другом Њутновом закону, пошто на тело делује само сила теже важи следећа релација: m * {\displaystyle {\vec {a}}} =m *  {\displaystyle {\vec {g}}}
Убрзање које тело има током слободног пада једнако је убрзању силе земљине теже: {\displaystyle {\vec {a}}}.= {\displaystyle {\vec {g}}}
Зависност брзине од времена :  {\displaystyle v=v_{0}+gt} 
Зависност пређеног пута од времена: {\displaystyle s=v_{0}\cdot t+{\frac {1}{2}}g\cdot t^{2}}
Зависност брзине од пређеног пута: {\displaystyle v^{2}=v_{0}^{2}+2\cdot g\cdot s}
Брзина којом вертикални хитац удара у тло: {\displaystyle v^{2}=v_{0}^{2}+2\cdot g\cdot H} 

## Пример рачунског задатка
Са терасе кривог торња у Пизи која се налази на висини 45m изнад подлоге баци се тело са почетном брзином  усмереном наниже. Израчунати брзину тела у тренутку удара о подлогу.
Решење:
Тело прелази пут H=45m. Брзина тела је повезана са пређеним путем помоћу релације: {\displaystyle v^{2}=v_{0}^{2}+2\cdot g\cdot H}
, pa je :
{\displaystyle v^{2}=\left(5{\frac {m}{s}}\right)^{2}2\cdot 9,81{\frac {m}{s^{2}}}\cdot 45m}
{\displaystyle v^{2}=907.9{\frac {m^{2}}{s^{2}}}} {\displaystyle \Longrightarrow } {\displaystyle v=30.1{\frac {m}{s}}}